# Graciela Fernández-Baca
Hilda Graciela Fernández-Baca Calderón (Cuzco, 15 de marzo de 1933 - Lima, 6 de enero del 2020) fue una destacada economista y política peruana. Fue presidenta de la Cámara de Comercio de Lima en 2004 y jefa del Instituto Nacional de Estadística e Informática. También ejerció como congresista de la república durante el periodo 1995-2000.

## Biografía
Nació en la ciudad del Cuzco, el 15 de marzo de 1933. Fue hija de Jenaro Fernández-Baca Cosío y de María Luisa Calderón.
Estudió la carrera de Economía en la Universidad Nacional de San Antonio Abad del Cusco donde se graduó como economista. Realizó también estudios de postgrado de Economía Agrícola y Estadística en la Universidad Autónoma Chapingo, y uno sobre Estadísticas Económicas y Financieras en la Universidad de Chile.
Laboró en el Instituto Nacional de Estadística e Informática como directora de Muestreo (1961-1966), como directora de Procesamiento de los Censos Nacionales (1972) y finalmente fue presidenta del Sistema Estadístico Nacional y jefa del Instituto Nacional de Estadística y Censos (1980-1987), con rango de viceministra. Entre 1967 y 1971 fue Asesora del Superintendente de la Superintendencia Nacional de Contribuciones, cargo al que regresó de 1973 a 1980.
Fue presidenta de la Delegación Peruana en la reunión sobre Decenio de la Mujer de las Naciones Unidas en Nairobi (1985) y en la Conferencia de la Organización Internacional del Trabajo en Ginebra (1987).
Fue consultora de la empresa Petrolera Fiscal, miembro del directorio de Minero Perú y Tintaya. También fue fundadora de la Asociación Civil Transparencia ye desempeñó como docente en la Universidad del Pacífico y de la Universidad Peruana Cayetano Heredia.
Ha sido parte del directorio de la Cámara de Comercio de Lima, del Instituto Peruano de Administración de Empresas (IPAE), del Instituto Cuanto y de la Sociedad Geográfica de Lima.
Entre 2004 y 2006 fue presidenta de la Cámara de Comercio de Lima.

## Carrera política

### Congresista de la República
Graciela Fernández-Baca decidió incursionar en el ámbito cuando en las elecciones generales del año 1995, fue presentada como parte de la plancha presidencial liderada por el diplomático Javier Pérez de Cuéllar por el partido Unión por el Perú. Fernández-Baca postuló a la primera vicepresidencia y también al Congreso de la República, donde solamente obtuvo este último cargo con 32,499 votos para el periodo parlamentario 1995-2000.
Durante su labor legislativa, representó al Congreso de la República en las 94.ª y 95.ª conferencias de la Unión Interparlamentaria. También formó parte de la oposición al nefasto régimen de Alberto Fujimori.
Al culminar su gestión, Graciela Fernández-Baca se alejó de UPP para luego adherirse al recién creado partido Solidaridad Nacional de Luis Castañeda Lossio para las elecciones generales del año 2000, en donde postuló como segunda vicepresidenta de la plancha presidencial de Castañeda y nuevamente al Congreso de la República, sin embargo, no resultó elegida en ambos cargos.
Fue luego jefa del equipo de plan de gobierno para la candidatura de Mercedes Aráoz del Partido Aprista Peruano en las elecciones generales del 2011, la cual posteriormente fue anulada de las elecciones tras discrepancias internas del partido.

## Fallecimiento
El 6 de enero del 2020, Graciela Fernández-Baca falleció a los 86 años de edad. Luego el 7 de enero del 2021, fue homenajeada por el presidente Francisco Sagasti y la primera ministra Violeta Bermúdez por el Día Internacional de la Mujer, donde se realizó una ceremonia en homenaje a su trayectoria en la sala de la presidencia del Consejo de Ministros.